# Groupe Hotusa
Le Groupe Hotusa est une entreprise espagnole dont le siège social se trouve à Barcelone (Espagne) et dont un grand nombre d'entreprises qui composent le groupe, appartiennent aux diverses sphères du secteur du tourisme. Le groupe trouve son origine dans la chaîne d'hôtels indépendants Hotusa Hotels, fondée en 1977.
Aujourd'hui, le Groupe Hotusa se compose des entreprises suivantes : 
- la chaîne d'hôtels indépendants Hotusa Hotels ;
- la chaîne d'hôtels indépendants Elysées West Hotels ;
- le représentant d'hôtels Keytel ;
- le voyagiste Restel ;
- le portail de réservation d'hôtels en ligne Hotelius ;
- l'entreprise technologique IGM Web ;
- la chaîne d'hôtels Eurostars Hotels (46 hôtels en avril 2008).

Le chiffre d'affaires total du groupe s'élève à plus de 804 millions d'euros en 2012.
En 2008 le groupe reçoit le réputé « Premio Príncipe Felipe a la Excelencia Turística », des mains du Ministère de l'Industrie, du Tourisme et du Commerce d'Espagne comme reconnaissance à sa contribution à la compétitivité de l'industrie touristique Espagnole et pour sa position sur le marché touristique international.
Le président du groupe est Amancio López Seijas (Parroquia de Campo Ramiro-Chantada, Lugo. 1955).